# Dniprowske (obwód chersoński)
Dniprowske (ukr. Дніпровське) – wieś na południu Ukrainy, w obwodzie chersońskim, w rejonie biłozerskim. Położona na prawym brzegu Koszowej, odnogi ujściowego odcinka Dniepru. Ma status przysiółka. 1139 mieszkańców.

## Historia
Miejscowość założona w 1931 roku. W starożytności (IV-III wiek p.n.e.) istniała tu osada związana z Olbią.

## Zabytki i osobliwości
- Pozostałości otwartej osady z IV-III wieku p.n.e. (objęte badaniami archeologicznymi).